# Cet âge ingrat
Pour plus de détails, voir Fiche technique et Distribution.
Cet âge ingrat (That Certain Age)  est un film musical américain d'Edward Ludwig, sorti en 1938.

## Synopsis
L'arrivée d'un journaliste reporter de guerre sème le trouble chez la fille du directeur de la publication

## Fiche technique
- Titre français:  Cet âge ingrat
- Titre original : That Certain Age
- Réalisateur : Edward Ludwig, assisté de Reginald Le Borg (non crédité)
- Production : Joe Pasternak
- Société de production : Universal Pictures
- Scénario : Charles Brackett, Bruce Manning et Billy Wilder d'après une histoire de F. Hugh Herbert
- Direction musicale : Charles Previn
- Musique : Harold Adamson et Jimmy McHugh
- Chanson : Léo Delibes (Les Filles de Cadiz)
- Musique non originale : Charles Gounod (Roméo et Juliette )
- Directeur de la photographie : Joseph A. Valentine
- Montage : Bernard W. Burton
- Direction artistique : Jack Otterson
- Décorateur de plateau : Russell A. Gausman
- Costumes : Vera West
- Pays de production :  États-Unis
- Langue : anglais
- Format : Noir et blanc - Son : Mono
- Durée : 95 minutes
- Genre : Film musical et comédie
- Dates de sortie : 
  - États-Unis : 7 octobre 1938
  - États-Unis : 4 novembre 1938 (New York)
  - France : 26 octobre 1938

## Distribution
- Deanna Durbin : Alice Fullerton
- Melvyn Douglas : Vincent Bullitt
- Jackie Cooper : Kenneth 'Ken' Warren
- Irene Rich : Dorothy Fullerton
- Nancy Carroll : Grace Bristow
- John Halliday : Gilbert Fullerton
- Jackie Searl : Tony
- Juanita Quigley : La peste
- Charles Coleman : Stevens
- Peggy Stewart : Mary Lee
- Grant Mitchell : Le bijoutier
- Rolfe Sedan (non crédité) : Le décorateur de la réception